# Wilhelm Creizenach
Wilhelm Creizenach, född 4 juni 1851, död 13 maj 1919, var en tysk-judisk litteraturhistoriker. Han var son till Theodor Creizenach.
Creizenach var professor vid universitetet i Kraków 1883–1913, och utgav där en upplaga av engelska komediantdramer, flera studier över Faustmotivets historia samt Geschichte des neueren Dramas (5 band, 1893–1916).